# Haus ohne Halt
Haus ohne Halt (Originaltitel: Housekeeping), auch erschienen als Das Auge des Sees, ist ein Roman der US-amerikanischen Schriftstellerin Marilynne Robinson. Er wurde im Jahre 1980 veröffentlicht. Die deutsche Übersetzung erschien 1984 unter dem Titel Das Auge des Sees im Verlag Kiepenheuer & Witsch, eine überarbeitete Übersetzung wurde 2012 von der edition fünf unter dem Titel Haus ohne Halt herausgegeben. 
Marilynne Robinson erhielt für ihren Debütroman den Hemingway Foundation PEN Award und war für den Pulitzer-Preis nominiert. Eine Reihe von Kritikern ordnen Haus ohne Halt als einen der Literatur-Klassiker des 20. Jahrhunderts ein: Die britische Zeitung The Guardian zählte ihn 2003 zu den 100 großartigsten Romanen aller Zeiten, und 2015 erneut auf der Liste der 100 besten englischsprachigen Romane; darüber hinaus wird er auch auf der Time-Auswahl der besten 100 englischsprachigen Romane von 1923 bis 2005 geführt. 

## Handlung
Ort der aus der Perspektive von Ruth erzählten Handlung ist das (fiktive) Städtchen Fingerbone in Idaho am Fuße der Rocky Mountains in den 1950er Jahren. Ein tiefer, dunkler See prägt mit seinen jährlichen Überschwemmungen das Leben der Stadt und das der beiden Protagonistinnen Ruth und Lucille. Ihr eigenbrötlerischer Großvater starb noch vor ihrer Geburt, als sein Zug von einer Brücke in diesen See stürzte. Ihre Mutter ertränkt sich in ihm, nachdem sie ihre beiden Töchter auf der Terrasse des großmütterlichen Hauses zurückgelassen hat. Die verwaisten Mädchen werden zunächst von ihrer Großmutter erzogen. Nach dem Tod der Großmutter kümmern sich deren Schwägerinnen Lily und Nona um die Kinder; sie fühlen sich der Aufgabe jedoch nicht gewachsen und vertrauen die Mädchen schließlich Sylvie an, der Tante der beiden mittlerweile halbwüchsigen Waisen. Sylvie hat sich jahrelang als Heimatlose durch Nordamerika treiben lassen und erweist sich als unfähig oder nicht gewillt, in die Normalität eines sesshaften Lebens zurückzukehren. Während Ruth sich zunehmend mehr zu der exzentrischen Tante hingezogen fühlt, die ihrer Mutter so gleicht, sehnt sich die jüngere Lucille nach einem Leben mit Ballettunterricht und hübschen Kleidern. Sie findet schließlich Aufnahme bei der Hauswirtschaftslehrerin ihrer Schule. Das erweist sich als Wendepunkt der Handlung. Ruth und ihre Tante, deren Leben zunehmend unkonventioneller wird, geraten unter die argwöhnische Beobachtung der anderen Einwohner Fingerbones. Schließlich droht ein Vormundschaftstermin und Sylvie und Ruth verlassen den Ort, um sich als Heimatlose treiben zu lassen.

## Personen der Handlung
Ruth - die Erzählerin der Handlung, die gemeinsam mit ihrer Schwester von ihrer Mutter unmittelbar vor deren Selbstmord nach Fingerbone gebracht wird. 
Lucille - Ruths jüngere Schwester, die sich für ein konventionelles Leben entscheidet. 
Helen - Mutter von Ruth und Lucille, die Selbstmord begeht, indem sie sich in einem Auto in den an Fingerbone grenzenden See stürzt. 
Sylvie - Helens jüngere Schwester, die sich über Jahre durch Nordamerika treiben ließ und schließlich nach Fingerbone zurückkehrt, um ihre verwaisten Nichten groß zu ziehen. 
Molly - Helens älteste Schwester. Molly verließ Fingerbone um als Missionarin nach China zu gehen.  
Sylvia Foster - Großmutter von Ruth und Lucille, die ihr gesamtes Leben in Fingerbone verbrachte. 
Edmund Foster - Großvater von Ruth und Lucille. Aufgewachsenen in dem ebenen Gebiet des Mittleren Westen führt ihn die Wanderlust nach Fingerbone am Rande der Rocky Mountains. Noch vor der Geburt seiner Enkelinnen stirbt er bei einem Eisenbahnunfall.
Lily und Nona Foster - Sylvia Fosters Schwägerinnen, die sich nach dem Tode von Sylvia Foster zunächst um die Mädchen kümmern und gleichzeitig nach Sylvia Foster suchen, weil sie sich von dieser Aufgabe überfordert fühlen.

## Rezensionen
Nicole Henneberg nennt den Roman in ihrer Besprechung für die Frankfurter Allgemeine Zeitung ein aufwühlendes und melancholisches Loblied auf die Randzonen der Gesellschaft. Aus ihrer Sicht ist Ruth am Ende des Romans zu einer eindrucksvollen und oft selbstironischen Schwester Huckleberry Finns geworden, die der Engstirnigkeit und Selbstgerechtigkeit der Bürger den Rücken kehrt.

## Ausgaben
- Housekeeping (1980)
  - Das Auge des Sees, dt. von Sabine Reinhardt; Köln, Kiepenheuer und Witsch 1984. ISBN 3-462-01655-5
  - Haus ohne Halt, überarbeitete Übersetzung von Sabine Reinhardt-Jost; Hamburg, Edition Nautilus, 2012. ISBN 978-3-942374-23-1

## Einzelbelege
1. ↑   Guardian: The 100 greatest Novels of all times, aufgerufen am 14. Juli 2014
2. ↑   Nicole Henneberg: Marilynne Robinson: Haus ohne Halt - Huckleberry Finns ungebärdige Schwester in Frankfurter Allgemeine Zeitung, 16. Januar 2013, aufgerufen am 14. Juli 2014